# 拉尔斯·米尔贝里
拉尔斯·米尔贝里（瑞典語：Lars Myrberg，1964年11月23日—），瑞典男子拳击运动员。他曾代表瑞典参加1988年夏季奥林匹克运动会拳击比赛，获得男子沉量级铜牌。